# 塔巴口岸

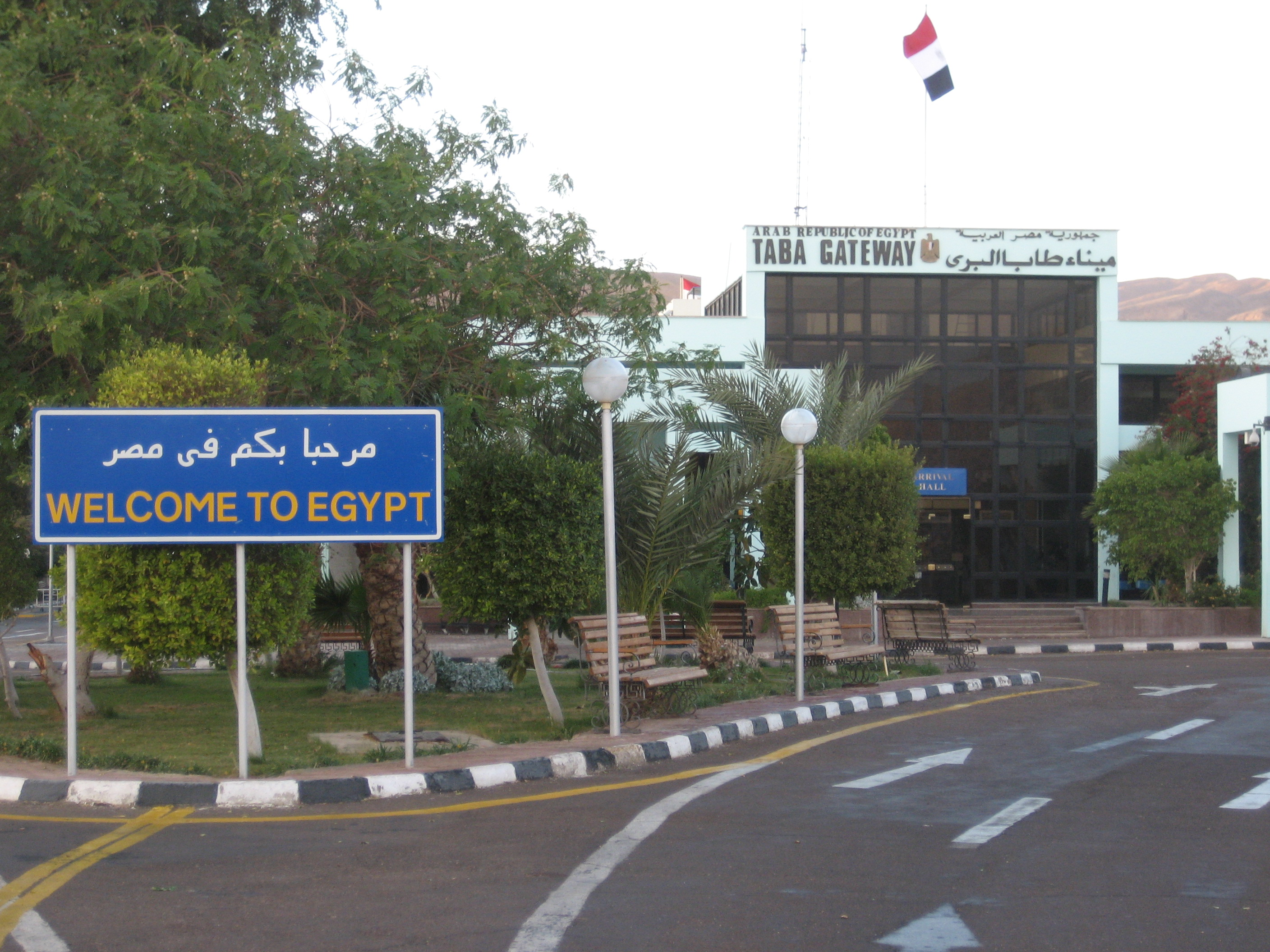
塔巴口岸

塔巴口岸（阿拉伯語：معبر طابا）在以色列也被称为梅纳赫姆·贝京口岸（希伯來語：מעבר מנחם בגין）， 是埃及塔巴与以色列埃拉特之间的边境口岸。塔巴口岸以色列一側也是以色列的最南端。该口岸于1982年4月26日开通。